# Andrew Rosenthal
Andrew Mark Rosenthal, född 25 februari 1956, är en amerikansk journalist som tidigare varit opinionsredaktör på The New York Times. Han var under en tid chefredaktör för den svenska webbtidningen Bulletin.

## Biografi
Rosenthal föddes i New Delhi, Indien. Han är son till sekreteraren Ann Marie (född Burke) och A. M. Rosenthal(en), tidigare chefredaktör vid New York Times.
Rosenthal tog 1978 en B.A.-examen i amerikansk historia vid University of Denver. Han arbetade därefter hos Associated Press, där han var chef för deras Moskva-kontor. 
I mars 1987 började han arbeta för The New York Times, där han haft olika befattningar och bland annat bevakat flera presidentval. Han blev "editorial page editor" för The New York Times den 8 januari 2007 och hade denna befattning fram till april 2016, då han övergick till att bli kolumnist på tidningens webbplats.
I april 2021 rekryterades han som ny chefredaktör för den svenska webbtidningen Bulletin.